# Grupo fosfato
El grupo fosfato o grupo fosfórico es un ion poliatómico de fórmula empírica PO43− y una masa molecular de 94,97 daltons; está compuesto por un átomo central de fósforo rodeado por cuatro átomos idénticos de oxígeno con disposición tetraédrica. El ion fosfato tiene una carga formal negativa y es la base conjugada del ion hidrógeno fosfato (Fosfato de hidrógeno)HPO42−, que a su vez es la base conjugada del ion dihidrógeno fosfato H2PO4−, a su vez base conjugada del ácido fosfórico H3PO4. Es una molécula polivalente (el átomo de fósforo tiene 5 electrones en su capa de valencia). El fosfato es también un compuesto organofosforado con fórmula OP(OR)3
En disolución acuosa, el fosfato existe en cuatro formas. En condiciones de pH muy básico predomina el ion fosfato (PO43−), mientras que en situaciones de basicidad intermedia se encuentra en ion fosfato de hidrógeno (HPO42−). En condiciones de acidez baja, el ion dihidrógeno fosfato (H2PO4−). A mayor acidez, se presenta en ácido fosfórico (H3PO4).

## Importancia biológica

Grupo fosfato (rojo) formando un enlace fosfodiéster (flechas) en un fosfolípido.

El grupo fosfato es uno de los grupos funcionales más importantes para la vida. Se halla en los nucleótidos, tanto en los que forman parte de los ácidos nucleicos (ADN y ARN), como los que intervienen en el transporte de energía química (ATP). También está presente en los fosfolípidos, moléculas que forman el esqueleto de las bicapas lipídicas de todas las membranas celulares. Tanto en los ácidos grasos como en los fosfolípidos. El grupo fosfato forma enlaces fosfodiéster.
- Datos: Q8965199